# ماريا دي لا سالود
بلدية ماريا دي لا سالود (بالإسبانية: María de la Salud) هي بلدية تقع في منطقة جزر البليار شرق إسبانيا.

## الديموغرافيا
بلغ عدد سكان بلدية ماريا دي لا سالود 2.204 نسمة عام 2011 (وفقاً للمعهد الوطني للإحصاء الإسباني).
| 840 | 334 | 320 | 707 | 018 | 327 | 2.204 |

## أعلام
- بيل كومباني